# Середньобугаєвське сільське поселення
Середньобуга́євське сільське поселення (рос. Среднебугаевское сельское поселение) — муніципальне утворення у складі Усть-Цилемського району Республіки Комі, Росія. Адміністративний центр — село Середнє Бугаєво.

## Населення
Населення — 299 осіб (2017, 372 у 2010, 479 у 2002, 525 у 1989).

## Склад
До складу поселення входять такі населені пункти:
| Населений пункт          | Населення, осіб (1989) | Населення, осіб (2002) | Населення, осіб (2010) |
| ------------------------ | ---------------------- | ---------------------- | ---------------------- |
| Верхнє Бугаєво, присілок | 118                    | 111                    | 85                     |
| Середнє Бугаєво, село    | 407                    | 368                    | 287                    |